# Kringeltjärnen (Alfta socken, Hälsingland, 678209-150991)
Kringeltjärnen är en sjö i Ovanåkers kommun i Hälsingland och ingår i Ljusnans huvudavrinningsområde. Sjön har en area på 0,0537 kvadratkilometer och ligger 382,2 meter över havet. Kringeltjärnen ligger i Stormyran-Grannäsen Natura 2000-område.

## Delavrinningsområde
Kringeltjärnen ingår i det delavrinningsområde (678225-150996) som SMHI kallar för Utloppet av Storhandsken. Medelhöjden är 390 meter över havet och ytan är 1,74 kvadratkilometer. Det finns inga avrinningsområden uppströms utan avrinningsområdet är högsta punkten. Vattendraget som avvattnar avrinningsområdet har biflödesordning 5, vilket innebär att vattnet flödar genom totalt 5 vattendrag innan det når havet efter 116 kilometer. Avrinningsområdet består mestadels av skog (60 procent) och sankmarker (27 procent). Avrinningsområdet har 0,23 kvadratkilometer vattenytor vilket ger det en sjöprocent på 12,9 procent.